# Filips van Lalaing (1510-1555)
Filips van Lalaing (1510 - Culemborg, 30 juni 1555) was de 2e graaf van Hoogstraten (1540 - 1555) en stadhouder van Gulik (1543) en vervolgens van Gelre en Zutphen (1544 - 1555).

## Leven
Afkomstig uit een Henegouws geslacht van landsbestuurders, was hij de zoon van Karel I van Lalaing en Jacoba van Luxemburg. Hij woonde tot 1540 in het Huis de Lalaing te Oudenaarde. Via zijn kinderloze oom Antoon van Lalaing verwierf hij de titel graaf van Hoogstraten. Hij was tevens heer van Schorisse en Ville. Hij stierf op 30 juni 1555 op het kasteel in Culemborg van zijn tante Elisabeth van Culemborg.
Op 28 januari 1532 huwde hij met Anna van Rennenberg (ca. 1521-1583?), de enige dochter van graaf Willem van Rennenberg en Cornelia van Culemborg. Uit hun huwelijk werden o.a. geboren:
- Antoon, 3de graaf van Hoogstraten (1533-1568);
- George, graaf van Rennenberg (1536-1581);
- Margaretha van Lalaing (†1598), trouwde met Filips van Ligne;
- Barbara van Lalaing, trouwde in 1564 met Maximiliaan van Oost-Friesland, zoon van Johan I van Oost-Friesland;
- Cornelia van Lalaing (†1610), trouwde met Willem van Hamal

## Politieke loopbaan
In 1543 was Filips korte tijd stadhouder van het veroverde Gulik. Toen duidelijk werd dat deze functie zou vervallen omdat Gulik tot de landen van de hertog van Kleef bleef behoren, moest voor Hoogstraten een andere functie worden gezocht. Keizer Karel V dacht daarbij aan het stadhouderschap van Utrecht. Landvoogdes Maria van Hongarije was het daar niet mee eens; deze provincie kon volgens haar niet losgemaakt worden van Holland.
Uiteindelijk volgde Filips in 1544 René van Chalon op als stadhouder van Gelre, maar zijn macht werd door de landvoogdes aanzienlijk beperkt ten voordele van de centrale regering in Brussel.
Hoogstraten bleef steeds zeer loyaal aan de keizer en werd na zijn dood in 1555 opgevolgd door de meer eigengereide Filips van Montmorency.

## Voorouders
| Voorouders van Filips van Lalaing | Voorouders van Filips van Lalaing                                  | Voorouders van Filips van Lalaing                                  | Voorouders van Filips van Lalaing                                       | Voorouders van Filips van Lalaing                                       | Voorouders van Filips van Lalaing                                              | Voorouders van Filips van Lalaing                                              | Voorouders van Filips van Lalaing                                              | Voorouders van Filips van Lalaing                                              |
| --------------------------------- | ------------------------------------------------------------------ | ------------------------------------------------------------------ | ----------------------------------------------------------------------- | ----------------------------------------------------------------------- | ------------------------------------------------------------------------------ | ------------------------------------------------------------------------------ | ------------------------------------------------------------------------------ | ------------------------------------------------------------------------------ |
| Overgrootouders                   | Simon van Lalaing (1405-1476) ∞ Johanna van Gavere (-)             | Simon van Lalaing (1405-1476) ∞ Johanna van Gavere (-)             | Lodewijk van Viefville (1425-) ∞ Margaretha van Bois de Fiennes (1430-) | Lodewijk van Viefville (1425-) ∞ Margaretha van Bois de Fiennes (1430-) | Theoblad van Luxemburg-Saint Pol (1410-1477) ∞ Fillipa van Mellun (1420-1456)  | Theoblad van Luxemburg-Saint Pol (1410-1477) ∞ Fillipa van Mellun (1420-1456)  | Gerhard van Berlaymont (1410-1473) ∞ Maria van Hamaide (1420-1463)             | Gerhard van Berlaymont (1410-1473) ∞ Maria van Hamaide (1420-1463)             |
| Grootouders                       | Joost van Lalaing (1437-1483) ∞ 1462 Bonne van Viefville (-)       | Joost van Lalaing (1437-1483) ∞ 1462 Bonne van Viefville (-)       | Joost van Lalaing (1437-1483) ∞ 1462 Bonne van Viefville (-)            | Joost van Lalaing (1437-1483) ∞ 1462 Bonne van Viefville (-)            | Jacob I van Luxemburg-Saint Pol (1445-1487) ∞ Maria van Berlaymont (1450-1529) | Jacob I van Luxemburg-Saint Pol (1445-1487) ∞ Maria van Berlaymont (1450-1529) | Jacob I van Luxemburg-Saint Pol (1445-1487) ∞ Maria van Berlaymont (1450-1529) | Jacob I van Luxemburg-Saint Pol (1445-1487) ∞ Maria van Berlaymont (1450-1529) |
| Ouders                            | Karel I van Lalaing (1466-1525) ∞ Jacoba van Luxemburg (1475-1515) | Karel I van Lalaing (1466-1525) ∞ Jacoba van Luxemburg (1475-1515) | Karel I van Lalaing (1466-1525) ∞ Jacoba van Luxemburg (1475-1515)      | Karel I van Lalaing (1466-1525) ∞ Jacoba van Luxemburg (1475-1515)      | Karel I van Lalaing (1466-1525) ∞ Jacoba van Luxemburg (1475-1515)             | Karel I van Lalaing (1466-1525) ∞ Jacoba van Luxemburg (1475-1515)             | Karel I van Lalaing (1466-1525) ∞ Jacoba van Luxemburg (1475-1515)             | Karel I van Lalaing (1466-1525) ∞ Jacoba van Luxemburg (1475-1515)             |
| Filips van Lalaing (1510-1555)    |                                                                    |                                                                    |                                                                         |                                                                         |                                                                                |                                                                                |                                                                                |                                                                                |

- Gemeinsame Normdatei: 132280760
- Virtual International Authority File: 1168599

1. ↑  Inventaris Onroerend Erfgoed: Herenhuis de Lalaing. Geraadpleegd op 28 juli 2025.
2. ↑  Bijdragen en mededeelingen, Historisch jaarboek voor Gelderland (1934). Geraadpleegd op 28 juli 2025.